# XIVe congrès du Parti communiste français
Le XIVe congrès du PCF s'est tenu au Havre du 18 au 21 juillet 1956.

## Résolutions
- Rapport de Maurice Thorez sur l'orientation et la politique générale.
- Rapport de Jacques Duclos sur le rôle des municipalités communistes.
- Transformation de l'Union de la jeunesse républicaine de France en Jeunes communistes (JC) et re-création de l'Union des étudiants communistes (UEC).

## Membres de la direction

### Bureau politique
- Titulaires : Maurice Thorez, François Billoux, Marcel Cachin, Laurent Casanova, Jacques Duclos, Étienne Fajon, Léon Feix, Benoît Frachon, Georges Frischmann, Raymond Guyot, Léon Mauvais, Waldeck Rochet, Marcel Servin, Jeannette Vermeersch
- Suppléants : Gustave Ansart, Roger Garaudy, Georges Séguy

### Secrétariat du Comité central
- Maurice Thorez (secrétaire général du Parti), Jacques Duclos, Marcel Servin, Guy Ducoloné, Gaston Plissonnier, Gaston Viens